# Louis Breguet
Louis François Clément Breguet (París, 22 de desembre de 1804 − 27 d'octubre de 1883) va ser un rellotger i físic francès.
Va estudiar al Lycée Condorcet.
Participà junt amb el físic Antoine Masson en la posada a punt d'una bobina d'inducció, perfeccionada per Heinrich Daniel Ruhmkorff (bobina de Ruhmkorff).
Va fabricar un mirall utilitzat per Léon Foucault i per Hippolyte Fizeau per mesurar la velocitat de la llum el 1850.
El fabricant d'avions Louis Charles Breguet és descendent seu.

## Distincions
Va ser escollit membre de l'Académie des sciences el 1874.
El seu nom figura inscrit a la Torre Eiffel.